# 企业识别
企业识别，常简称為CI，一般指品牌的物理表现。通常来说，这一概念包含了标志（包括标准字和标准图形）和一系列配套设计。一套企业识别系统（Corporate Identity System；CIS）通常有特定的指引，用以指导和管理相关的设计的使用，如标准色、字体、页面布局等一系列品牌识别设计，以保持品牌形象的视觉连续性与稳定性。
很多公司有一套完整的企业识别系统来规划和设计所有的商品及相关领域。如麦当劳，为人所熟知的“M”标志与红黄相间的搭配被广泛地使用在其产品和广告中。很多公司会花费大笔资金在企业识别系统的建设方面，期望能设计出与众不同的识别，使它能更吸引目标群众。
另外，企業形象（corporate image）則是一家企業在大眾和員工面前所展現的形象；尤指企業藉由公關活動所塑造出的形象，屬於非實體的企業識別象徵。

## 分類
企業識別系統主要包含三大部分：
- 理念識別（Mind Identity 簡稱MI）
- 行為識別（Behavior Identity 簡稱BI）
- 視覺識別（Visual Identity 簡稱VI或VIS）